# Calhoun County (Arkansas)
Calhoun County is een county in de Amerikaanse staat Arkansas.
De county heeft een landoppervlakte van 1.627 km² en telt 5.744 inwoners (volkstelling 2000). De hoofdplaats is Hampton.

## Plaatsen
- Hampton
- Harrell
- Thornton
- Tinsman